# Памятник Ольге Берггольц
Памятник Ольге Берггольц установлен в память о блокадной поэтессе Ольге Берггольц.
Памятник находится на улице Ольги Берггольц в Невском районе Санкт-Петербурга, напротив дома, в котором проживала Ольга Берггольц в детские годы. Расположен на территории Палевского сада.
Памятник был установлен 3 мая 2015 года, к юбилею со дня рождения О. Берггольц. При этом торжественная церемония открытия состоялась 16 мая. Решение разделить дату установки и открытия памятника было принято в связи с тем, что авторы проекта решили таким образом отметить юбилейные дни рождения поэтессы и по старому, и по новому стилю календаря.
Авторами идеи установки памятника являются инициативная группа Невской заставы и сотрудники городской библиотеки № 3.
На торжественной церемонии открытия памятника присутствовал губернатор Санкт-Петербурга Георгий Полтавченко.
В рамках церемонии открытия губернатором Петербурга и представителями городской администрации был высажен куст сирени сорта «Ольга Берггольц», который был назван так в честь блокадной поэтессы. Сорт был выведен в Петербурге вместе с несколькими другими сортами, посвящёнными блокадным событиям.
Над памятником работали скульптор В. Трояновский и архитекторы А. Чернов, Л. Чернова.

## Описание памятника
Памятник представляет собой скульптурную фигуру Ольги Берггольц в полный рост, выполненную из бронзы. Скульптура установлена на гранитном цилиндрическом постаменте. Позади скульптуры размещена гранитная стела-стена, символически изображающая фрагмент разрушенного в годы войны здания в Ленинграде. Общая высота монумента — 5 метров.
Сбоку на гранитной стене помещена радиоантенна, являющаяся отсылкой к тому, что в годы блокады Ольга Берггольц работала на Ленинградском радио.
На стене высечены слова из стихотворения О. Берггольц:
«Я никогда героем не была,
Не жаждала ни славы, ни награды.
Дыша одним дыханьем с Ленинградом,
Я не геройствовала, а жила»